# Mogoș
Mogoș – wieś w Rumunii, w okręgu Alba, w gminie Mogoș. W 2011 roku liczyła 90 mieszkańców.